# José Augusto Brandão
José Augusto Brandão conosciuto solo come Brandão (Taubaté, 1º gennaio 1910 – 20 luglio 1989) è stato un calciatore brasiliano.

## Carriera
In carriera, Brandão giocò per varie squadre squadre brasiliane come il Portuguesa e il Corinthians, con il quale ottenne vari successi.
Con la Nazionale brasiliana disputò il Campionato mondiale di calcio 1938.

## Palmarès

### Club
- Campionato paulista: 4

Corinthians: 1937, 1938, 1939, 1941